# 扭转蚶
扭转蚶（学名：Arca tortuosa），是魁蛤目魁蛤科魁蛤属的一种。主要分布于南海，常栖息在十米的粗沙和石砾质的海底。